# Hans-Joachim Geiger
Hans-Joachim Georg Geiger (* 7. Februar 1913 in Liebenstein; † 17. Januar 1962 in Coburg) war ein deutscher SS-Hauptsturmführer und KZ-Arzt.

## Leben
Hans-Joachim Geiger war Sohn des späteren Amtsgerichtsdirektors von Coburg August Geiger. 1916 zog die Familie nach Coburg um. Nach dem Abitur studierte er Humanmedizin in München, Erlangen, Würzburg, Rostock und Freiburg und schloss das Studium nach zehn Semestern 1939 mit dem Staatsexamen ab.
Zum 1. Mai 1933 trat er der NSDAP bei (Mitgliedsnummer 2.534.789). Zwischen Mai 1932 und November 1933 war er Mitglied der HJ, bei der er mit dem Goldenen HJ-Abzeichen ausgezeichnet wurde. Von April bis September 1933 ist er beim Arbeitsdienst tätig gewesen. 1935 wurde er Mitglied der Allgemeinen SS (SS-Nummer 142.033). Am 1. September 1939 wurde er zur Waffen-SS eingezogen. Vom 29. November 1939 bis 1. Februar 1940 war er bei der SS-Verfügungstruppe eingeteilt, davon die letzten zwei Wochen in der Sanitätsstaffel.
Ab dem 1. Mai 1940 bis zum 3. Juni 1941 war er bei einer SS-Totenkopfstandarte stationiert. Daran schloss sich ein zehntägiger Aufenthalt beim SS-Sänitatsersatzbataillon in Oranienburg an. Vom 16. Juni bis zum 30. Juni 1941 war er in Abteilung Arzt 2 beim SS-Artillerie-Ersatzregiment. Vom 30. Juni 1941 bis zum 28. März 1942 war er bei der SS-Kavallerie-Ersatzabteilung „Warschau“ eingesetzt und vom 28. März bis zum 1. September 1942 bei einer SS-Kavallerie-Brigade. Seit dem 1. September 1942 war er im Kommandostab des Reichsführer-SS „Hegewinkel“. Dieses Bataillon beteiligte sich an der „Bandenkämpfung“ und vernichte im Rahmen von Vergeltungsaktionen ganze Dörfer. Von diesem Einsatz wechselte er zur SS-Panzergrenadierdivision „Hohenstaufen“. Dort schied er im Juli 1943 aus. Bis zum September 1943 wurde er beim SS-Sanitätsersatzbataillon „Stettin“ stationiert.
Zu einem unbekannten Zeitpunkt war Geiger als Lagerarzt im Mauthausener Außenlager Ebensee eingesetzt. Dort blieb er bis zum Ende Mai 1944. Er selektierte Kranke für das sogenannte „Sanitätslager“ oder brachte sie mittels tödlicher Injektionen selbst um. Trotzdem diktierte Geiger jede Woche, dass „der Gesundheitszustand der Häftlinge (…) befriegend und das Essen (…) ausreichend“ sei. Von Österreich wurde Geiger in das KZ Neuengamme abkommandiert. Hier beteiligte er sich an TBC-Versuchen. Im Herbst 1944 oder Winter 1944/45 wurde er im KZ Flossenbürg stationiert und war sowohl im Hauptlager als auch zur Inspektionen im Außenlager Hersbruck und – noch im April 1945 – im Außenlager Obertraubling. In Hersbruck war Geiger indirekt an Exekutionen beteiligt, indem er den Tod der Hingerichteten feststellte.
Nach dem Krieg war er in einem Nebenverfahren zum Mauthausen-Hauptprozess angeklagt. Am 4. März 1948 wurde er zu 20 Jahren Haft verurteilt. Am 23. März 1954 wurde Geiger aus dem Kriegsverbrechergefängnis Landsberg entlassen. Anschließend arbeitete er zunächst als Volontärarzt im Landeskrankenhaus von Coburg, wo er auch eine Dissertation verfasste. Die Doktorarbeit wurde am 1. Dezember 1955 in München angenommen. Danach ließ er sich in Coburg als Praktischer Arzt nieder.